# New Bataan
New Bataan est une localité de la province du Val de Compostelle, aux Philippines. En 2015, elle compte 47 726 habitants.